# Dobai Bálint
Dobai Bálint (Zilah, 1983. augusztus 28. –) költő.

## Életpályája
2004 óta publikál verseket irodalmi lapokban. Honlapot indított 2006-ban (ld. külső hivatkozások). 2009-ben diplomázott a Pázmány Péter Katolikus Egyetem Jog- és Államtudományi Karán.

## Közlések

### Versek
- Helikon 2004. augusztus – XV. évfolyam 2004. 15. (411.) szám
- Irodalmi Jelen 2006. április – VI. évfolyam 54. szám
- Helikon 2006. április – XVII. évfolyam 2006. 8. (454.) szám
- Debreceni Disputa 2006. szeptember – IV. évfolyam 9. szám
- Helikon 2006. december – XVII. évfolyam 2006. 24. (470.) szám
- Irodalmi Jelen 2007. február – VII. évfolyam 64. szám
- Helikon 2009. január 10. – XX. évfolyam 2009. 1. (519.) szám
- Litera.hu 2009. március 1. – A litera bemutatja: Dobai Bálint költőt
- Helikon 2009. március 25. – XX. évfolyam 2009. 6. (524.) szám
- Székelyföld 2009. június – XIII. évfolyam 6. szám.
- Élet és Irodalom 2009. szeptember 4. – LIII. évfolyam 36. szám
- Irodalmi Jelen 2010. január 25.
- Helikon 2010. február - XXI. évfolyam 4. (456.) szám
- Szkholion 2010/1. szám
- Élet és Irodalom 2010. május 14. - LIV. évfolyam 19. szám
- Magyar Napló 2010. június - XXII. évfolyam 6. szám
- Székelyföld 2010. október - XIV. évfolyam 10. szám
- Alföld 2011. január - LXII. évfolyam 1. szám
- Irodalmi Jelen 2011. március - XI. évfolyam 113. szám
- Újnautilus 2011. április - Tébolyult kohóban; Közel-kelet
- mno.hu 2012. január 1. - Versinterjú
- Tempevölgy 2012. február - Mint a vízóraaknában
- Makkai Bence: Dombok Fények Mesék - képtár, 2012. április - Falu[halott link]
- Hévíz 2012/2. - Titántorkú Sámson [verse #5]
- Helikon 2012. 12. - Gászreakció; Lombik
- Irodalmi Jelen 2012. október 29. - Az én királyságom; Ha barátomnak...
- Székelyföld 2013. május - Titántorkú Sámson [verse #6-8]
- Versek a szerző weboldalán[halott link]

### Kötetei
- 2009 – Megfáztam egy temetésen (versek, Erdélyi Híradó – Előretolt Helyőrség, Kolozsvár)
- 2014 – Titántorkú Sámson (metálmítosz, Orpheusz Kiadó, Budapest)
- Titántorkú Sámson. Metálmítosz; Kárpát-medencei Tehetséggondozó Nonprofit Kft., Bp., 2018

## Róla írták
- A Litera.hu NetNaplójában Nagy Koppány Zsolt bejegyzése: Litera.hu[halott link]
- Orbán János Dénes ajánlója a Litera.hu-n: Új kaján
- Márton Ágota kritikája a Helikon 2010. június 25-i számából: Tér, idő s gondolat Archiválva 2012. június 25-i dátummal a Wayback Machine-ben
- Borsodi L. László kritikája a Székelyföld 2010. októberi számából: Szétgyalogolt utakon új Olimposz felé Archiválva 2015. október 30-i dátummal a Wayback Machine-ben
- Potozky László: Metál az ész, fém a hajam Archiválva 2016. augusztus 3-i dátummal a Wayback Machine-ben (kötetkritika a Várad folyóirat és portál 2014/5. számában)
- Varga Melinda: Toldi Miklós rockénekesként született újjá (kötetkritika az Irodalmi Jelenen, 2014. szeptember 12.)

## Díjak
- 2009 – Méhes György Debüt díj